# رؤیای خیس (فیلم)
رؤیای خیس فیلمی ایرانی به کارگردانی پوران درخشنده و نویسندگی شعله شریعتی و درخشنده محصول سال ۱۳۸۴ است. در این فیلم محمدرضا غفاری، افسانه پاکرو، فرامرز قریبیان، همایون ارشادی، مجید مشیری، شراره دولت‌آبادی و فلور نظری ایفای نقش می‌کنند.

## خلاصه داستان
آرش پسر شانزده ساله‌ای است که در اوج دوران بلوغ قرار دارد. پدر و مادرش از هم جدا شده‌اند و پسر، پس از مدتی زندگی با مادر، به دلیل مشکلات پیش آمده، نزد پدر می‌رود. در آنجا با دختر نوجوانی آشنا می‌شود و زندگی اش دچار تحول می‌گردد…

## بازیگران
- فرامرز قریبیان
- محمدرضا غفاری در نقش آرش
- افسانه پاکرو در نقش نازنین
- همایون ارشادی
- مجید مشیری
- شراره دولت‌آبادی
- فلور نظری
- صوفی کیانی
- بابک انصاری
- اکبر قدمی
- اشکان خیل نژاد